# Vistehola
Koordinaten: 58° 59′ 9,8″ N, 5° 35′ 46,2″ O

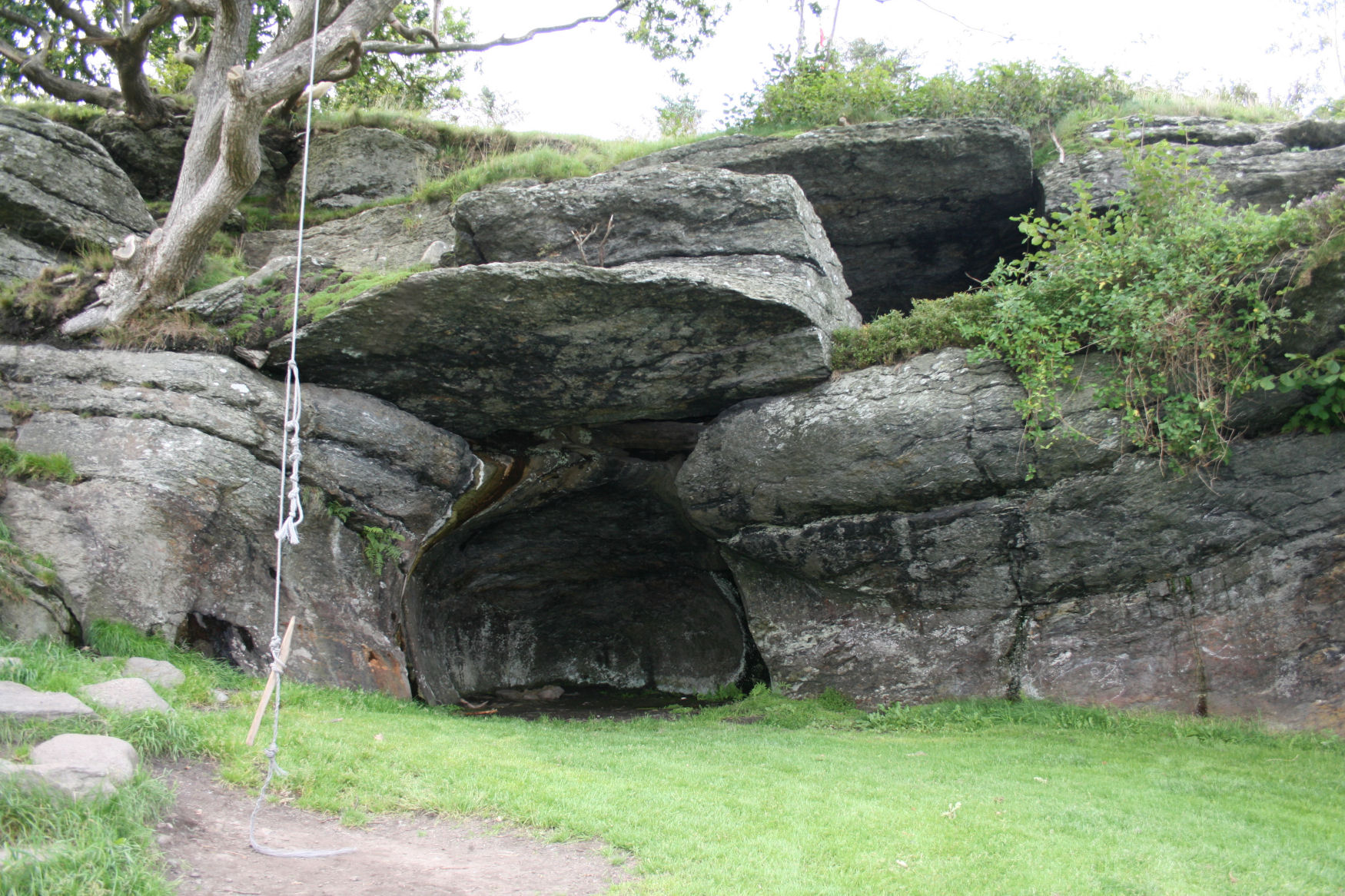
Vistehola

Vistehola, auch Svarthola, ist eine Höhle nördlich des Goaveien, zwischen Viste und Vistnes in Randaberg nordwestlich von Stavanger in der Fylke Rogaland in Norwegen.
Die etwa 9,0 m tiefe, 5,0 m breite und 3,0 m hohe Höhle liegt auf dem Bauernhof Viste in der Nähe der Visteviga-Bucht, an der Mündung des Hafrsfjordes. Die Höhle liegt heute 250 m vom Meer entfernt 16,0 m über dem Meeresspiegel. Während der mittleren Steinzeit reichte das Wasser bis an die Höhle.
Einige der ersten Bewohner Norwegens haben hier gelebt. Es wird angenommen, dass Vistehola ab 6000 v. Chr. von einer Gruppe von 25 Jäger und Sammlern als Wohnplatz (norwegisch bustad) genutzt wurde. Die etwa 100 m² große Fundstelle vor und in der Höhle hat zahlreiche Artefakte hervorgebracht. Ausgrabungen in der dicken Erdschicht erbrachten Funde aus Horn, Knochen und Feuerstein. Die Knochen und Werkzeuge bezeugen, wie man jagte und sich ernährte. So wurden Reste von 50 verschiedenen Tierarten darunter 37 Vogel- und elf Fischarten gefunden.

## Vistegutten

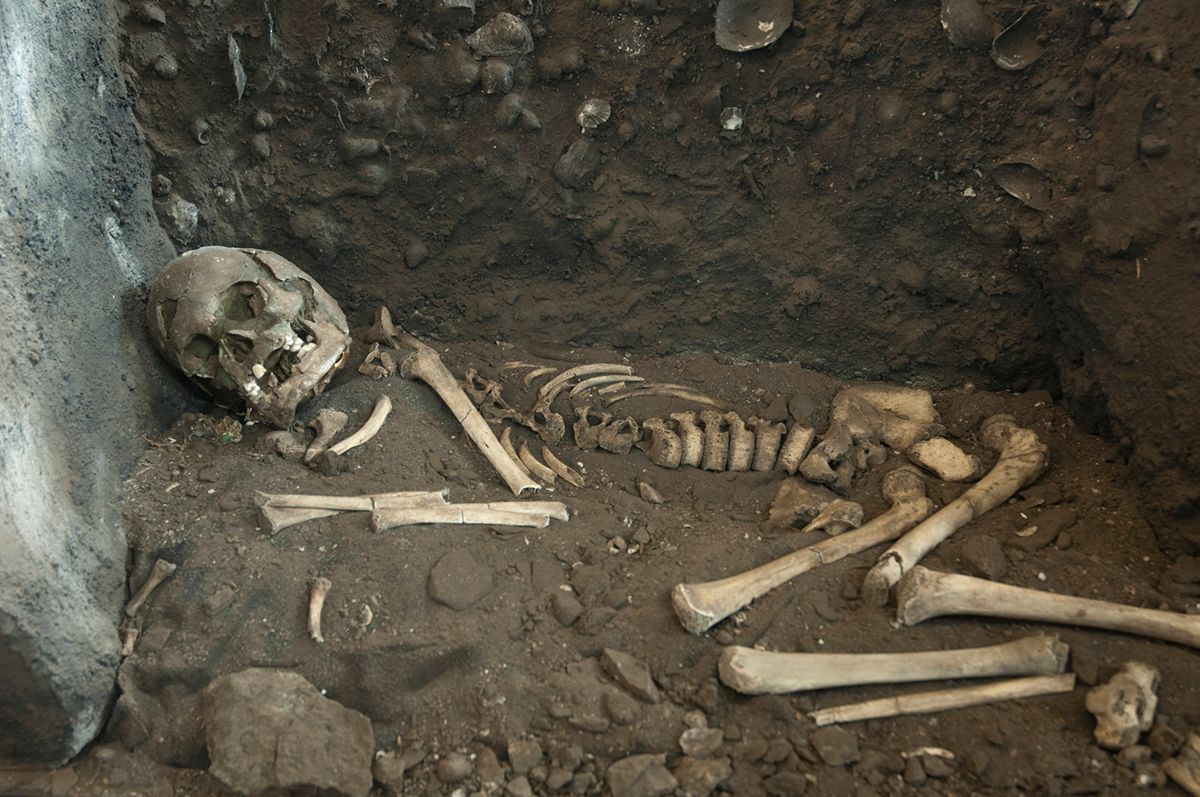
Der Vistegutten

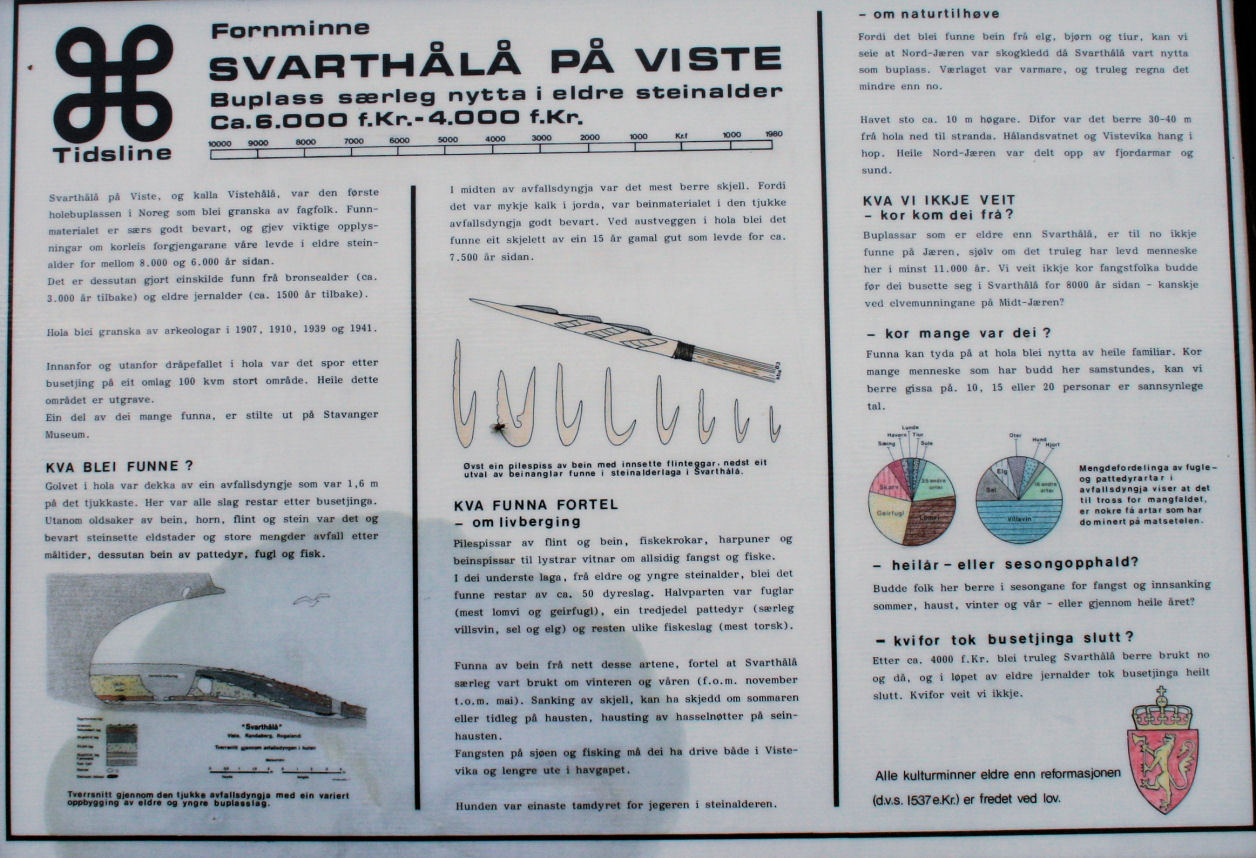
Vistehola

An der Ostwand der Höhle wurde das 7500 Jahren alte Skelett eines etwa 15 Jahre alten Jungen (der sogenannte „Vistegutten“ – deutsch Vistejunge) gefunden. Dies ist eines der ältesten und vollständigsten Skelette der Steinzeit in Norwegen. Der an Ostwand der Höhle bestattete Junge war etwa 125 Zentimeter groß und robust gebaut. Der Schädel hat eine angeborene Fehlbildung (sogenannten Bootsschädel; auch Apert syndrom). Die Überreste aus dieser Zeit sind in der Regel schlecht erhalten, aber der Vistegutten ist fast vollständig und daher das am besten erhaltene Steinzeitskelett Norwegens.
2015 ergab eine Analyse, dass der „Viste-Junge“ in der Nähe seiner letzten Ruhestätte geboren wurde und aufgewachsen ist. Er hatte eine abwechslungsreiche Ernährung mit Meeresfrüchten und das Fleisch von Landtieren. Man weiß nicht, warum der Junge so jung gestorben ist. 2015 wurden Teile des Schädels zur DNA- und Isotopenanalyse geschickt. Die Analysen zeigen unter anderem:
- Er hatte eine mitochondriale DNA der Haplogruppe U5a2b, die vor etwa 8300 Jahren entstand, aber heute ausgestorben ist. Somit hat seine Familie heute keine Nachkommen in der rein weiblichen Linie. Die Haplogruppe U5 ist heute am weitesten in den baltischen Ländern und bei den Samen verbreitet.
- Das γ-Chromosom der Haplogruppe I2a1b, das er hatte, ist heute auf dem westlichen Balkan am weitesten verbreitet.
- Er war hellhäutig.
- Er hatte ein Kohlenstoff-13 (C13) -Isotop von -14,7 Promille, was darauf hindeutet, dass er viel Meeresfrüchte gegessen hat.
- Er hatte ein Stickstoff 15 (N15) -Isotop von 18,4 Promille, was darauf hinweist, dass er viel Fleischnahrung zu sich genommen hat.

Es gibt auch Funde aus der Bronze- und der frühen Eisenzeit. Die Höhle wurde von Archäologen in den Jahren 1907, 1910, 1939 und 1941 untersucht. Der Boden der Höhle war mit einer 1,6 m hohen Trümmerschicht bedeckt. Teile der Decke sind eingestürzt und heute bleibt als Zugang ein etwa 5,0 Meter breites und etwa 1,5 Meter hohes Loch.
In der Nähe liegt die Grøderøysa.